# Església de Sant Petri (Malmö)
L'església de Sant Petri és l'església més antiga que es conserva en la ciutat de Malmö i també l'edifici de maó més antic que es conserva en ella.
La pesca de l'arengada al segle xviii contribuí al fet que Malmö comencés a florir com a ciutat comercial. Els habitants de Malmö entraren en contacte amb les ciutats de la Lliga Hanseàtica entorn de la mar Bàltica. D'aquí sorgí la inspiració de construir una nova església que correpongués amb la posició de la ciutat. L'església de Sant Petri s'inaugurà probablement l'any 1319, i s'acabà de construir al voltant del 1380. Els apòstols Pere i Pau foren designats com els sants patrons de l'església.

## L'exterior de l'església
L'edifici té un exterior sobri amb contraforts i arcades de contenció. Els murs de maó alternen amb unes poques seccions de maó d'altres colors i glacejat. Com a material d'edificació s'utilitzà argila de la regió, amb què es formaren els maons a Malmö. La capella Krämarkapellet s'erigí a mitjan segle xv. En els murs exteriors de la capella s'hi veu una desena de figures de pedra calcària que representen a diferents sants.

## L'interior de l'església
L'espai interior de l'església presenta trets visibles de cada segle, des del xiv fins avui dia. El visitant que creuava el llindar de l'església durant l'edat mitjana arribava a un espai interior diferent al del segle xvii després de la Reforma. Els canvis en l'interior reflecteixen els canvis socials i polítics que experimentaren els habitants de Malmö durant les seves vides.

## Una basílica de tres naus
L'església és una basílica de tres naus; una nau llarga amb passadís central i dues laterals, a més d'un cor amb absis. Entre la nau llarga i el cor hi ha una nau transversal. A banda d'això hi ha diverses capelles afegides posteriorment. L'església està realitzada en un estil denominat gòtic de maons francobàltic. El que caracteritza el gòtic són les seves altes voltes i finestres amb arcades punxegudes.

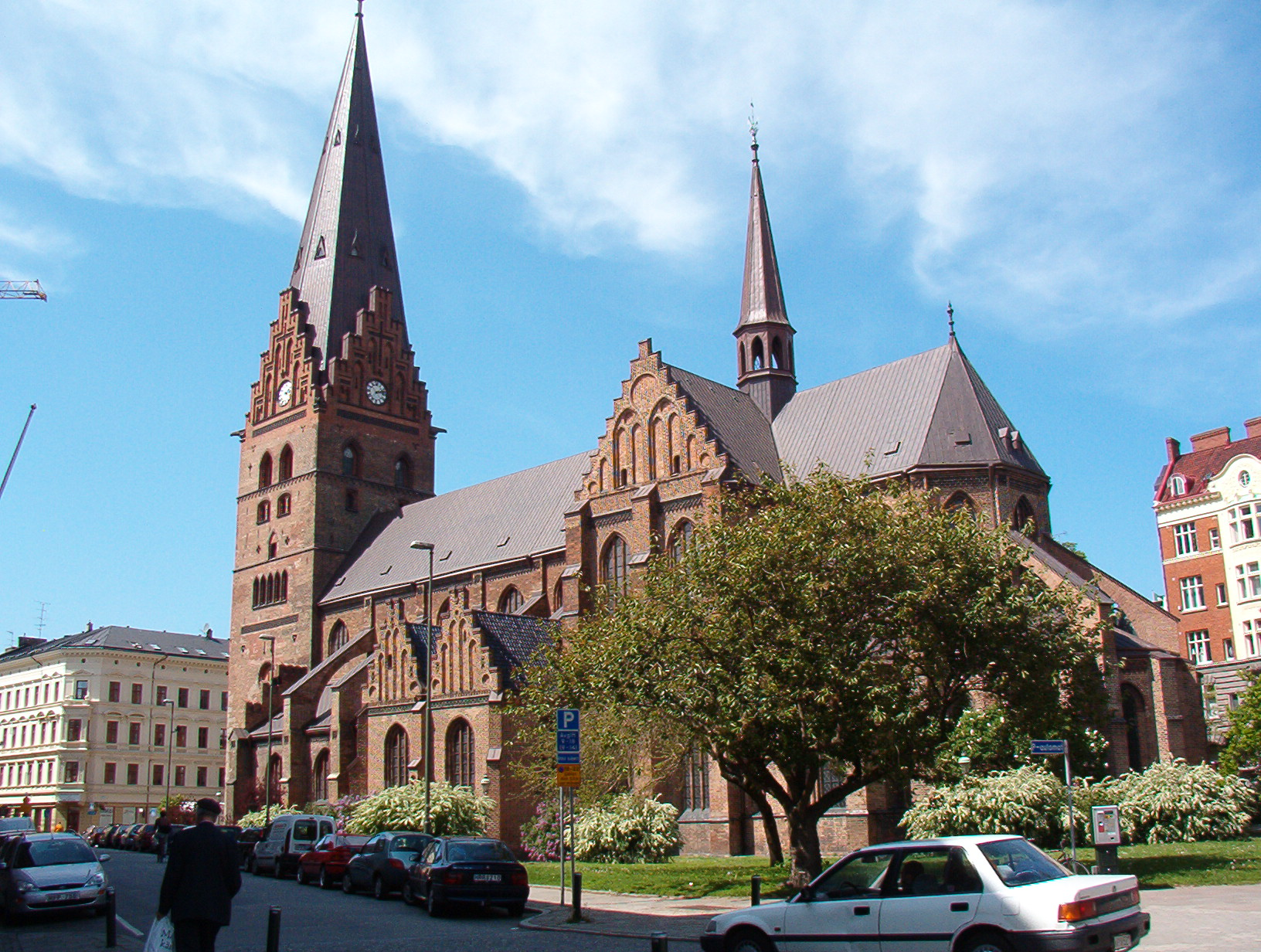
Vista general de la catedral

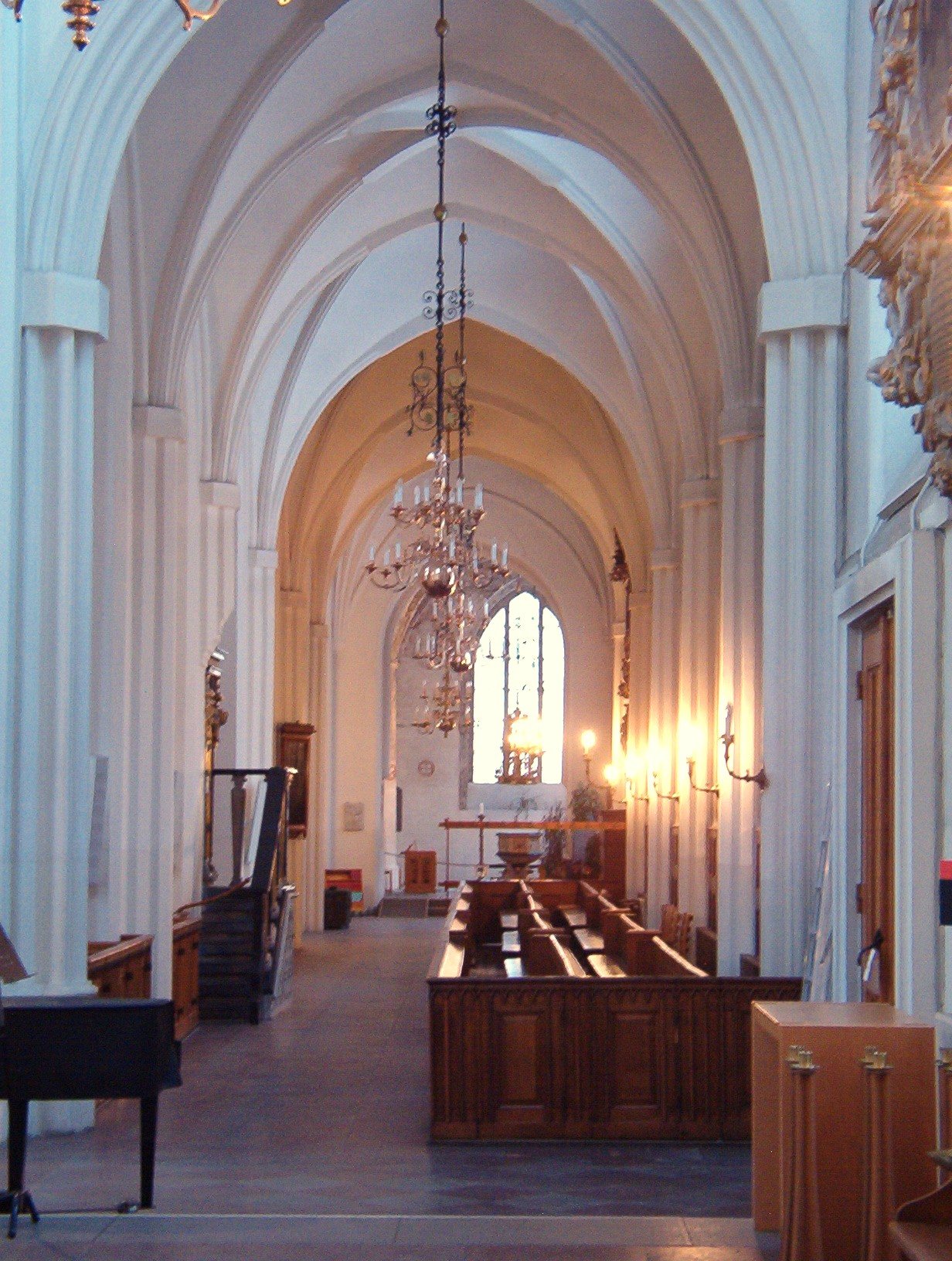
Krämarkapellet

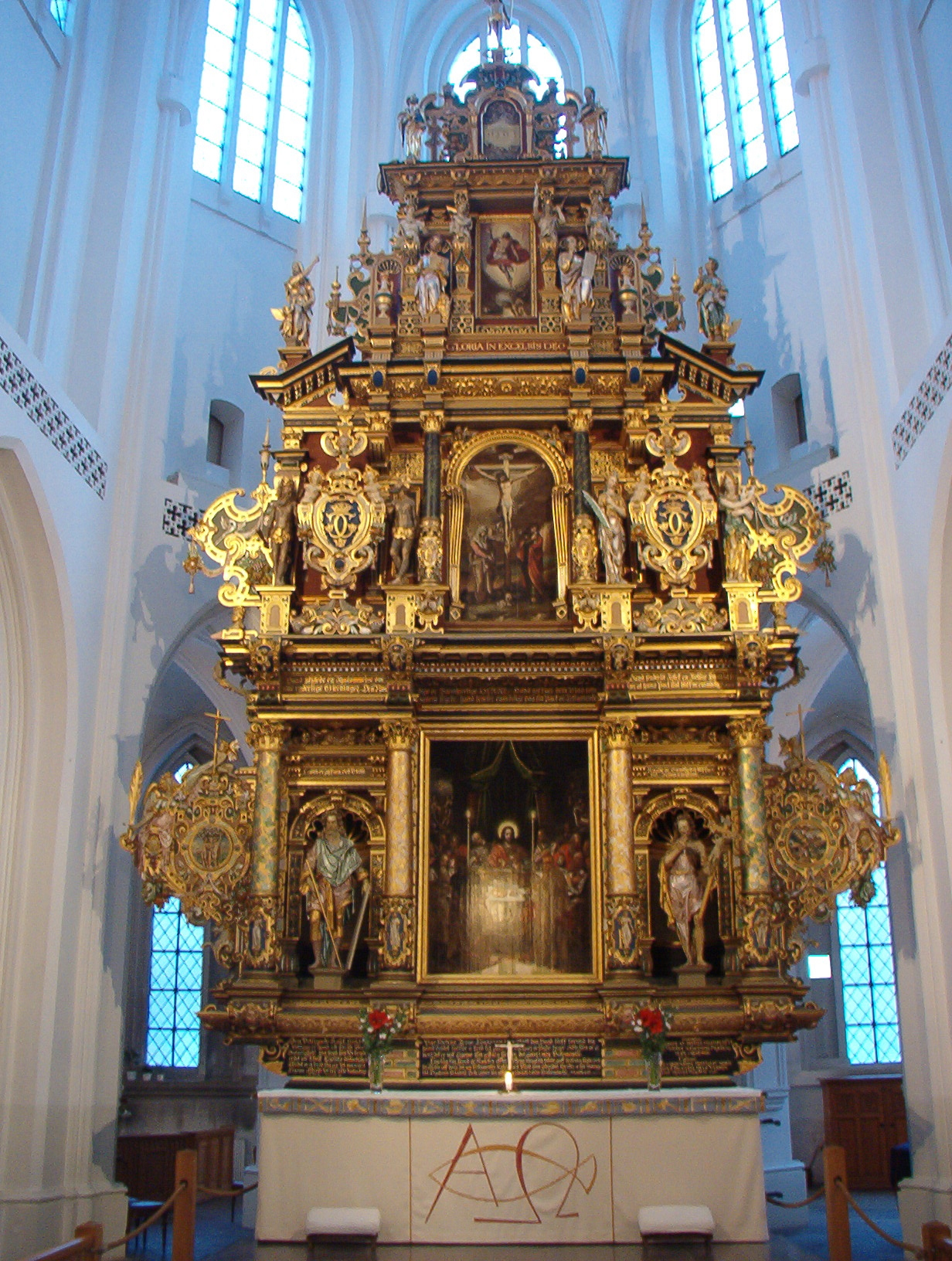
Altar major

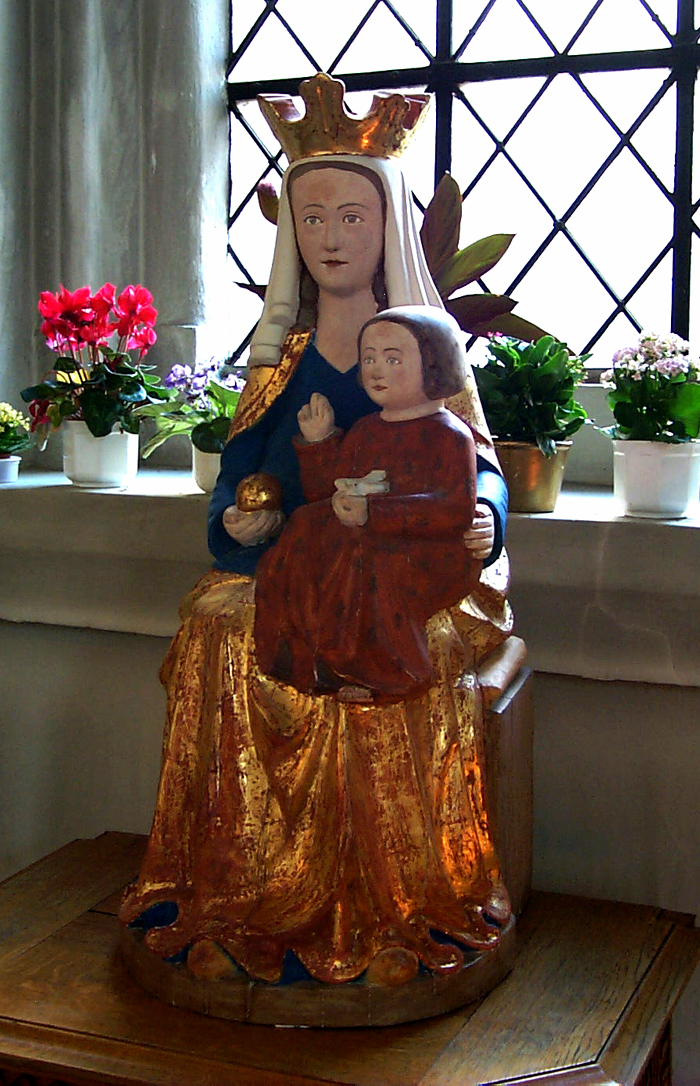
La Mare de Déu de la Krämarkapellet

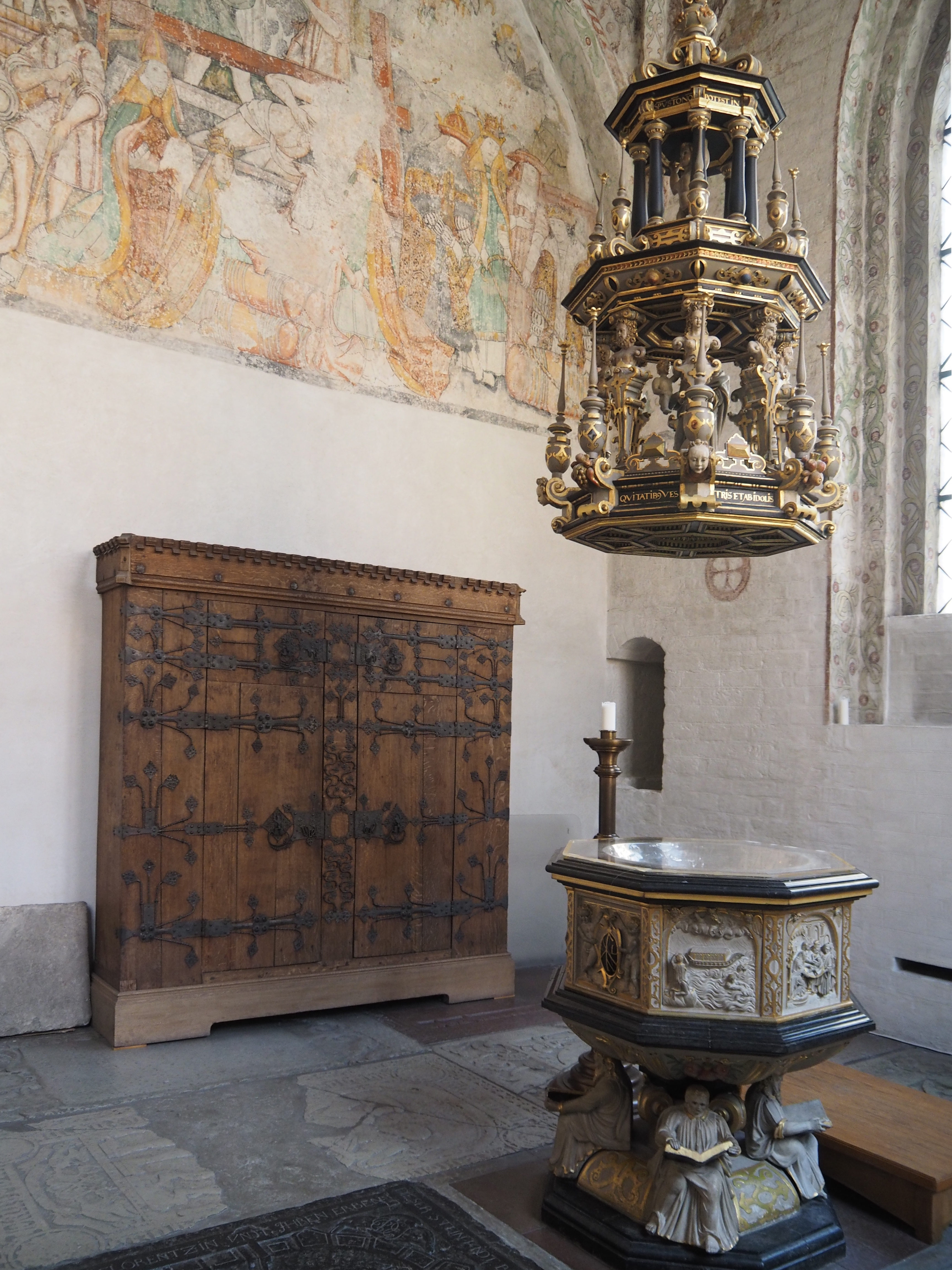
Interior de la Krämarkapellet

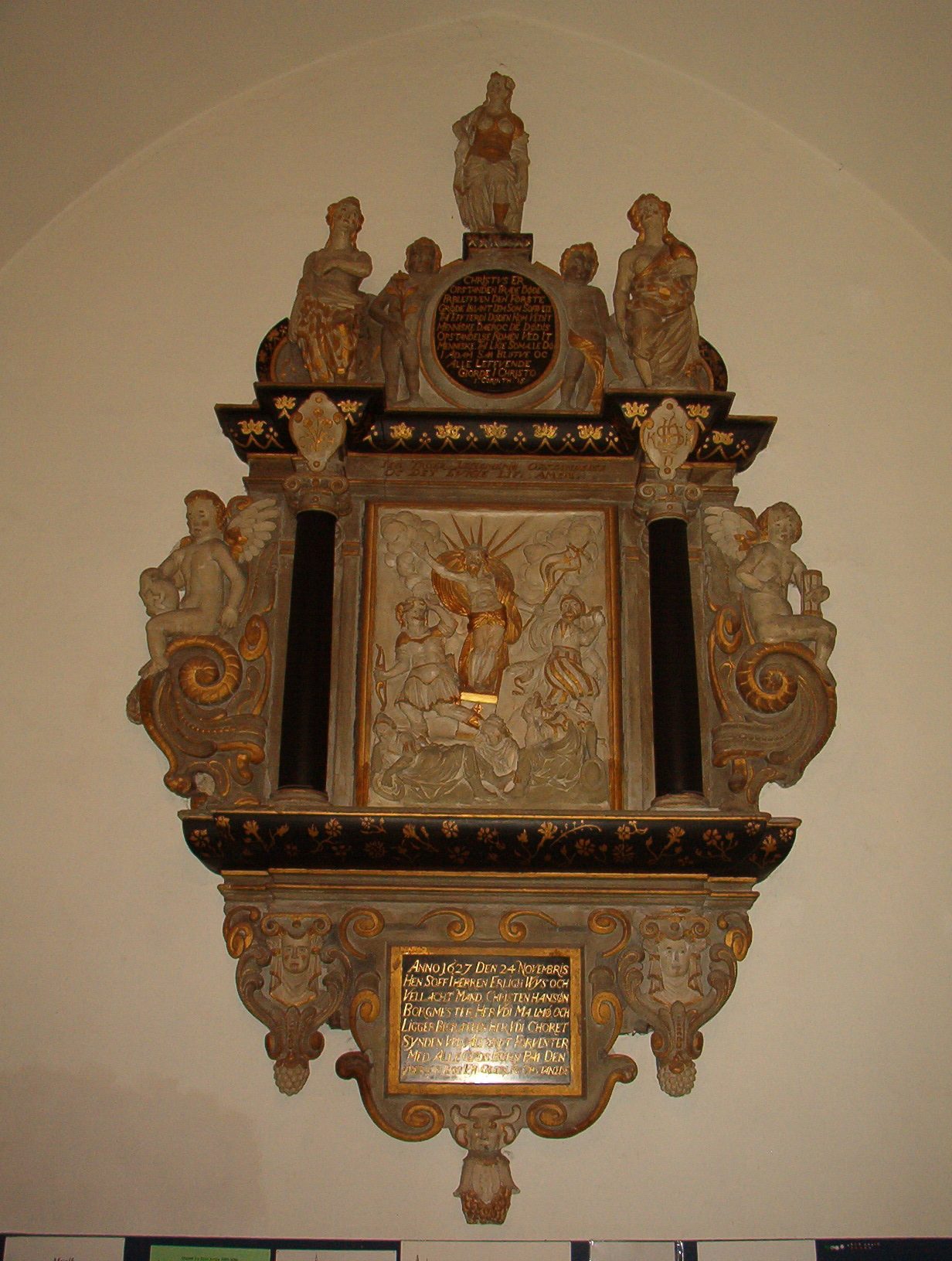
Epitafiorum

## L'església com a símbol
L'edifici de l'església és un símbol en si. Està construït amb forma de creu, cosa que resulta difícil de veure quan s'està dintre de l'església. La nau central i la transversal componen la creu amb el cor arrodonit com el cap de Jesucrist. D'aquesta manera, l'església es converteix en un símbol del Crist crucificat o del cos de Crist.
En l'església de Sant Petri, el cor no es troba en línia recta amb la nau central. En el pla de l'església s'observa com es va fer que el cor quedés desviat vers el sud com a recordatori de com el cap de Jesucrist caigué vers una de les seves espatlles quan va morir a la creu. Aquest fet s'observa amb més claredat s'hi hom se situa en l'extrem oposat, al costat de les portes de cristall de l'entrada principal, i es posa l'esguard vers l'altar.

## Les voltes
En la nau central, les voltes de l'església tenen una altura d'uns 25 metres. Mercès a l'espai i la llum de l'església gòtica, hom sent amb claredat que es troba en un ambient diferent d'on acostuma a estar. L'arquitectura ha d'expressar que l'espai és sagrat. Les altes voltes, l'espai i la llum han de suggerir la grandesa de Déu.

## La torre
La torre de l'església avui té 98 metres d'altitud. La primera torre que es trobava on avui hi ha l'orgue s'ensorrà dues vegades en pocs anys de diferència: el 1420 i 1442. S'edificà una nova torre a l'oest de la seva ubicació inicial, i aquí es troba avui. L'agulla que decora la torre avui s'instal·là el 1890 i es renovà el 2001.

## El púlpit
Gran part de l'inventari de l'església fou donació de la burgesia de Malmö. El jutge Engelbret Friis sufragà les despeses del púlpit que s'inaugurà el 1599. L'ebenista Daniel Thomisen, Jörgen Stenhugger i el pintor Hans Mahler el fabricaren en gres i pedra calcària negra. Al voltant del púlpit hi ha quadres en relleu que mostren sis escenes de la vida de Jesucrist. D'esquerra a dreta són: l'Anunciació, la Nativitat, l'Últim Sopar, la Crucifixió, la Resurrecció i l'Ascensió. El púlpit està sostingut per una imatge de Moisès. Als costats del tornaveu hi ha estàtues dels sants patrons de l'església, Pere i Pau.

## L'orgue
El cor de l'orgue està situat del costat oposat de l'altar, sobre l'entrada des del porxo occidental. La façana de l'orgue és una obra gustaviana tardana de finals del segle xviii. Un dibuix de la façana de l'orgue, que fou aprovada pel rei Gustau III, es troba emmarcada al mateix costat d'aquest.
L'orgue actual s'inaugurà el 1951 i fou construït per l'empresa danesa Marcussen & Son, d'Aabenraa. Des de sota sols es veuen els tubs de l'organino té uns 5.500 tubs i 74 registres. Encara que l'orgue de Marcussen ha estat renovat per parts durant les últimes dècades, és recent ara (2015) que ha restat restaurada a fons.

## L'altar
En l'església de Sant Petri queda palès que l'altar és el lloc més important d'una església: crida l'atenció només entrar. Aquest majestuós altar renaixentista té 15 metres d'altura i és un dels altars de fusta més alts dels països nòrdics. Esta construït amb fusta de roure, envellit, pintat i daurat. El fuster Hendrick Könnicke, nascut a Alemanya, i els escultors Jacob Kremberg, Otto Statius, Curt Snedker i Öllrich Svarfer acabaren la composició de l'altar en el de Sant Miquel de 1611. Els quadres a l'oli en el centre dels quatre pisos de l'altar foren pintats per l'artista de Malmö Pieter Hartman. De baix a dalt, representen l'Últim Sopar, la Crucificació, l'Ascensió i el Nom de Déu —Jahvé— amb lletres hebrees.

## L'estàtua de Maria a la Mariakapellet
L'estàtua de Maria la fabricà el 1995 l'artista Mårten Hultenberg. Utilitzà com a model una estàtua del segle xix del Museu Històric de Lund: la Verge Entronada d'Östra Tommarp.
Inicialment l'estàtua es col·locà sobre un pedestal blanc. Després els visitants de l'església començaren a deixar flors i oracions per escrit a Maria. Sorgí la necessitat d'encendre espelmes i poder assentar-se a orar. D'aquesta forma va créixer una capella entorn a l'estàtua de Maria. El lloc amb bancs al voltant de Maria, que avui s'anomena Mariakapellet, és un lloc d'oració i per encendre espelmes, que atrau tant a dones com a homes de qualsevol religió.

## Krämarkapellet
En la Krämarkapellet hom percep l'aspecte que tenia l'església abans de la Reforma. Hi ha figures grotesques, híbrids entre persones i animals, bufons, animals fent música, etc. En els motius s'hi observen moltes mostres d'humor popular: vells graciosos, rostres basts i jovials. Probablement els obrers posaren els uns per als altres, fet que era habitual en les construccions medievals.
La capella es consagrà a sant Jordi i s'aixecà després de 1442, quan la torre de l'església s'ensorrà per segona vegada en pocs temps. Fou erigida pel gremi de guanters, que agrupava als fabricants de teles fines, probablement al voltant de 1460. La pintura de la capella sembla venir de dos períodes, una que data de la dècada de 1460 i una altra que està datada de principis del segle xvi. Malgrat haver-ne trobat un segell de propietat en una de les voltes, no se sap qui va realitzar les pintures. Fins a la Reforma, la capella era utilitzada per gremis diferents d'artesans de Malmö. Aquí celebraven les seves misses, batejos i enterraments. En les dues voltes occidentals es poden distingir diversos escuts amb símbols dels diferents gremis. Entre molts d'altres motius s'hi troba la dansa de la mort, el drap de la Verònica i sant Jordi.
Avui dia (2016) la capella s'utilitza per a batejar. La pica baptismal del 1601 està decorada amb sis escenes en relleu, totes elles relacionades amb el baptisme. La pica interior de plata es cisellà d'una sola peça i és una feina de 1919.

## Sankta Annas Kapell
La capella dedicada a santa Anna és l'únic lloc de l'església que té finestres de colors. Aquí ho troba la interpretació del segle xx dels sants que han estat vinculats a l'església. Les pintures de les finestres les realitzà Hugo Gehlin entre 1935-1937.
En ambdues finestres meridionals els protagonistes són els apòstols: Pere amb les claus a la mà i Pau amb l'espasa. Al voltant de la imatge central si presenta la seva història en orde cronològic des de l'extrem inferior esquerre fins a la imatge sota els seus peus que mostra la forma en què moriren com a màrtirs. La finestra de Maria sobre l'altar mostra la vida de Maria. La finestra d'Anna enfront d'ella mostra Anna amb Maria i Jesús envoltats de profetes de l'antic testament.

## Làpides i epitafis
Durant uns cinc-cents anys, l'església tenia sepultures; els jutges, burgesos, sacerdots, comerciants i artesans que s'ho podien permetre podien comprar una tomba en l'església. Després de la renovació del terra en la dècada de 1850 només unes poques de les pedres es troben en els seus llocs originals.
Sovint es col·locava una taula commemorativa o epitafi sobre la tomba dels burgesos que s'enterraven en l'església. La majoria dels epitafis són dels segles xvi i xvii. En la columna sud del cor hi ha un epitafi en forma d'un armari votiu plegable. L'alcalde David Patersen va fer erigir-lo per als seus pares i germans el dia de les seves noces d'or el 1617.